# Vilargus pumilicans
Vilargus pumilicans är en insektsart som beskrevs av Naudé 1926. Vilargus pumilicans ingår i släktet Vilargus och familjen dvärgstritar. Inga underarter finns listade i Catalogue of Life. Artens utbredning är Sydafrika.